# Otakar Vindyš
Otakar "Otto, Vend" Vindyš (Praga, Imperi Austrohongarès, 9 d'abril de 1884 - Praga, 23 de desembre de 1949) va ser un jugador d'hoquei sobre gel txecoslovac que va competir a començaments del segle xx.
El 1920, un cop superada la Primera Guerra Mundial, va prendre part en els Jocs Olímpics d'Anvers, on guanyà la medalla de bronze en la competició d' hoquei sobre gel. Quatre anys més tard, als Jocs de Chamonix finalitzà en cinquena posició en la mateixa competició.
Va guanyar tres edicions del Campionat d'Europa d'hoquei sobre gel, el 1911 representant Bohèmia i el 1922 i 1925 representant Txecoslovàquia.